# The Outlaw Michael Howe
The Outlaw Michael Howe es un drama australiano estrenado el 1 de diciembre del 2013 por medio de la cadena ABC.
La película para la televisión estuvo basada en el libro "Michael Howe: the Last and Worst of the Bushrangers of Van Diemen’s Land" impreso en 1818.
Se centró en una historia épica de amor y traición, la cual es una crónica de la asombrosa historia real de un hombre que empujó a Australia al borde de la Guerra Civil.

## Historia
En 1815 un joven convicto lidera un ejército de guerrilleros condenados, desertores y forajidos en una rebelión contra el gobierno corrupto de la famosa prisión ubicada en Van Diemen’s Land. A medida que el número crece día con día la banda de Michael Howe amenazan a la colonia.

## Personajes

### Personajes Principales
| Actor            | Personaje       | Ocupación                           | Duración |
| ---------------- | --------------- | ----------------------------------- | -------- |
| Damon Herriman   | Michael Howe    | Bandido                             | 2013     |
| Matt Day         | Robert Knopwood | Clérigo                             | 2013     |
| Damon Gameau     | -               | -                                   | 2013     |
| Mirrah Foulkes   | Maria Lord      | ex-Criminal                         | 2013     |
| Darren Gilshenan | Tom Davey       | 2.º. Gobernador de Van Diemens Land | 2013     |
| Rarriwuy Hick    | Mary            | -                                   | 2013     |

### Personajes Secundarios
| Actor            | Personaje          | Ocupación                            | Duración |
| ---------------- | ------------------ | ------------------------------------ | -------- |
| Pip Miller       | Adolarius Humphrey | Servidor Público                     | 2013     |
| Charlie Garber   | Edward Lord        | Político                             | 2013     |
| Nicholas Cassim  | William Sorell     | 3.er. Gobernador de Van Diemens Land | 2013     |
| Kevin MacIsaac   | John Whitehead     | Bandido                              | 2013     |
| Nick Falk        | William Nairn      | Capitán                              | 2013     |
| Brendan Cowell   | Drew               | Soldado Británico                    | 2013     |
| Steve Morrs      | -                  | Soldado                              | 2013     |
| Dean Gould       | -                  | Soldado                              | 2013     |
| Amanda Bishop    | Susan              | -                                    | 2013     |
| Patrick Connolly | Carlisle           | -                                    | 2013     |

## Producción
El actor australiano Brendan Cowell fue el director y escritor, la serie fue producida por Cordell Jigsaw Zapruder and Outlawed Films.